# Enkianthus chinensis
Enkianthus chinensis ist eine Pflanzenart aus der Gattung der Prachtglocken (Enkianthus) in der Familie der Heidekrautgewächse (Ericaceae). Sie ist in China heimisch.

## Beschreibung

### Erscheinungsbild und Laubblatt
Enkianthus chinensis wächst als laubabwerfender Strauch oder kleiner Baum, der Wuchshöhen von 2,5 bis 8 Metern erreichen kann. Die Rinde der Zweige ist kahl.
Die am Ende der Zweige zusammen stehenden Laubblätter sind in Blattstiel und -spreite gegliedert. Der kahle Blattstiel ist 0,5 bis 1,5 Zentimeter lang. Die kahle, einfache, papierartige Blattspreite ist mit einer Länge von etwa 1,5 Zentimeter und einer Breite von 1,5 bis 2,5 Zentimeter breit-elliptisch bis länglich-elliptisch. Der Blattrand ist gezähnt.

### Blütenstand und Blüte
Die Blütezeit erstreckt sich von Mai bis Juli. Der kahle oder flaumig behaarte, schlanke, doldige oder schirmtraubige Blütenstand enthält an einer 3 bis 7 Zentimeter langen Rhachis 10 bis 20 Einzelblüten. Die kahlen oder behaarten Blütenstiele sind schlank und 1,5 bis 3 Zentimeter lang.
Die hängenden, zwittrigen Blüten sind fünfzählig mit doppelter Blütenhülle. Die dreieckigen Kelchblätter sind unbehaart oder fein bewimpert und 2 bis 3 Millimeter lang. Die dunkelroten und gelblich-orangefarben gestreiften Kronblätter sind 7 bis 10 Millimeter lang und breit glockenförmig verwachsen mit leicht zurückgebogenen, meist dunkelroten Kronlappen. Es sind zwei Kreise mit je fünf Staubblättern vorhanden. Die abgeflachten Staubfäden sind flaumig behaart. Der oberständige Fruchtknoten ist kahl und der Griffel ist kahl oder flaumig behaart.

### Frucht
Die an einem deutlich zurückgekrümmten und 1 bis 3,5 Zentimeter langen Fruchtstiel aufrechte, kleine Kapselfrucht ist 4 bis 7 Millimeter lang. Die Früchte reifen von Juli bis September.

## Vorkommen
Das natürliche Verbreitungsgebiet von Enkianthus chinensis liegt in China. Dort umfasst es die Provinzen Anhui, Fujian, Guangdong, Guizhou, Guangxi, Hubei, Hunan, Jiangxi, Sichuan, Yunnan sowie Zhejiang.
Enkianthus chinensis besiedelt vor allem Mischwälder, Dickichte sowie sonnige Berghänge und -kämme. Man findet ihn in Höhenlagen von 900 bis 3100 Metern.

## Systematik
Die Erstbeschreibung von Enkianthus chinensis durch Adrien René Franchet erfolgte 1895 in Journal de Botanique (Morot), 9, S. 371. Synonyme für Enkianthus chinensis Franchet sind unter anderem Bodinierella cavaleriei H.Lév., Enkianthus brachyphyllus Franch., Enkianthus cerasiflorus (H.Lév.) H.Lév., Enkianthus leveilleanus Craib, Enkianthus rosthornii Diels, Enkianthus sinohimalaicus Craib sowie Zenobia cerasiflora H.Lév..

## Nutzung
Enkianthus chinensis wird gelegentlich als Zierbaum oder -strauch gepflanzt.